# Too-Rye-Ay
Albums de Dexys Midnight Runners
Searching for the Young Soul Rebels
(1980) Don't Stand Me Down
(1983)
Too-Rye-Ay est le deuxième album de Dexys Midnight Runners, sorti en 1982. 

## L'album
Le single Come on Eileen devient le titre le plus vendu en Grande-Bretagne en 1982 et en 1983 prend la tête du hit-parade américain. L'album fait partie des 1001 Albums You Must Hear Before You Die. 

### Titres
1. The Celtic Soul Brothers (Kevin Rowland, Jim Paterson, Mickey Billingham (3:07)
2. Let's Make This Precious (Rowland, Paterson) 	(4:03)
3. All in All (This One Last Wild Waltz) (Rowland, Paterson)	(4:08)
4. Jackie Wilson Said (I'm in Heaven When You Smile) (Van Morrison) (3:06)
5. Old (Rowland, Paterson) (5:00)
6. Plan B (Rowland, Paterson) (5:04)
7. I'll Show You (Rowland, Paterson) (2:41)
8. Liars A to E (Rowland, Paterson, Steve Torch) (4:10)
9. Until I Believe in My Soul (Rowland, Paterson) (7:00)
10. Come On Eileen (Rowland, Paterson, Billy Adams) (4:07)

### Musiciens
- Seb Shelton : batterie
- Giorgio Kilkenny : basse
- Billy Adams : banjo, guitare
- Mickey Billingham : orgue, piano, accordéon, claviers
- Jim Paterson : trombone
- Paul Speare : flute, saxophone, tin whistle
- Brian Maurice : saxophone
- Kevin Rowland : basse, guitare, piano, voix
- Steve Wynne : basse
- Helen O'Hara : fiddle, violon
- Steve Brennan : fiddle, violon
- Carol Kenyon : voix
- Katie Kissoon : voix
- Sam Brown : voix